# Dadae-dong
Dadae-dong (koreanska: 다대동) är en stadsdel i staden Busan i den sydöstra delen av Sydkorea, 300 km sydost om huvudstaden Seoul. Den ligger i stadsdistriktet Saha-gu.

## Indelning
Administrativt är Dadae-dong indelat i:
| Namn    | Namn             | Yta km² | Invånare 31 dec 2018 |
| ------- | ---------------- | ------- | -------------------- |
| 다대1동 | Dadae 1(il)-dong | 5,08    | 42 914               |
| 다대2동 | Dadae 2(i)-dong  | 2,69    | 29 847               |